# Международное разделение труда
Международное разделение труда (МРТ) — специализация стран на производстве определённых видов товаров, для изготовления которых в стране имеются более дешёвые факторы производства и предпочтительные условия в сравнении с другими странами; способ организации мировой экономики, при котором предприятия разных стран специализируются на изготовлении определённых товаров и услуг, обмениваясь ими.

## История
Предпосылка возникновения МРТ — это различия в наделенности стран мира экономическими ресурсами. В основе МРТ лежит торговый обмен всех стран мира товарами, услугами и капиталом. Причиной вступления стран в МРТ является противоречие между ростом общественных потребностей и недостаточным уровнем существующих ресурсов для их удовлетворения.
Выгоды от участия в международном разделении труда:
- позволяет сконцентрировать свои усилия на производстве тех продуктов, для которых у неё есть наилучшие условия;
- позволяет расширить производство этих продуктов до масштабов способных удовлетворить потребности как своего населения, так и населения стран-партнеров;
- позволяет отказаться от производства товаров, для которых у страны нет хороших условий производства и обеспечить их потребление за счет импорта.

## Факторы становления и развития МРТ
1. Природно-географические различия стран;
2. Научно-технический прогресс;
3. Различия в уровнях экономического и научно-технического развития стран;
4. Тип хозяйствования и характер внешнеэкономических связей страны;
5. Экономическая экспансия транснациональных корпораций;
6. Развитие процессов региональной экономической интеграции.

## Виды МРТ
1. общее МРТ — разделение труда между крупными сферами материального и нематериального производства (промышленность, транспорт, связь и т. п.). С общим МРТ связано деление стран на индустриальные, сырьевые, аграрные;
2. частное МРТ — разделение труда внутри крупных сфер по отраслям и подотраслям (тяжёлая и лёгкая промышленность, скотоводство и земледелие и т. п.). Оно связано с предметной специализацией;
3. единичное МРТ — разделение труда внутри одного предприятия. При этом предприятие трактуется широко — как цикл создания законченного товара.

Единичное и частное МРТ в значительной степени осуществляются в рамках единых корпораций (транснациональных корпораций), которые действуют одновременно в разных странах.
Обмен информационными технологиями — обмен технологиями через современные информационные сети.

## Основные тенденции МРТ второй половины XX века
Основная и все возрастающая роль в МРТ принадлежит обрабатывающей промышленности. С 1950 по 2000 гг. экспорт аграрных товаров увеличился в постоянных ценах в 6,3 раза, топливно-сырьевых товаров — в 11,3 раза, экспорт готовых изделий и их компонентов — в 50,5 раза.
Неуклонно возрастает степень участия национальных экономик стран мира в МРТ. Отношение суммарного экспорта и импорта к ВВП всех стран мира увеличилось с 16 % в 1950 г. до 37 % в 2000 г.